# Zyprischer Fußballpokal 1946/47
Der Zyprische Fußballpokal 1946/47 war die zehnte Austragung des zyprischen Pokalwettbewerbs. Er wurde vom zyprischen Fußballverband ausgetragen. Das Finale fand am 27. April 1947 im GSP-Stadion von Nikosia statt.
Pokalsieger wurde APOEL Nikosia. Das Team setzte sich im Finale gegen Anorthosis Famagusta durch. 
Alle Begegnungen wurden in einem Spiel ausgetragen. Bei unentschiedenem Ausgang wurde das Spiel um zweimal 15 Minuten verlängert. Stand danach kein Sieger fest, folgte ein Wiederholungsspiel auf des Gegners Platz.

## Teilnehmer
| First Division (7)                                                  | First Division (7)                                           |
| ------------------------------------------------------------------- | ------------------------------------------------------------ |
| - Anorthosis Famagusta - EPA Larnaka - AEL Limassol - APOEL Nikosia | - Olympiakos Nikosia - Lefkoşa Türk SK - Pezoporikos Larnaka |

## Viertelfinale
Die Spiele fanden am 2. März 1947 statt.
|                      | Ergebnis |                     |
| -------------------- | -------- | ------------------- |
| Anorthosis Famagusta | 3:0      | Lefkoşa Türk SK     |
| APOEL Nikosia        | 4:1      | AEL Limassol        |
| Olympiakos Nikosia   | 3:2      | Pezoporikos Larnaka |
| EPA Larnaka          | Freilos  |                     |

## Halbfinale
|                      | Ergebnis |                    |
| -------------------- | -------- | ------------------ |
| Anorthosis Famagusta | 3:1      | EPA Larnaka        |
| APOEL Nikosia        | 4:0      | Olympiakos Nikosia |

## Finale
| Paarung              | APOEL Nikosia – Anorthosis Famagusta |
| Ergebnis             | 4:1 (2:0) |
| Datum                | 27. April 1947 |
| Stadion              | GSP-Stadion, Nikosia |
| Schiedsrichter       | Argyris Gavalas |
| Tore                 | 1:0 Likourgos Archontides (1.) 2:0 Costas Vasileiou (35.) 2:1 Kostakis Antoniades (52.) 3:1 Andreas Pavlou „Keremezos“ (58., Elfmeter) 4:1 Pampos Avraamides (90.)                                                                      |
| APOEL Nikosia        | Giorgos Mouskis – Takis Tsiges, Evgenis Samouel – Agisilaos Tsialis, Andreas Pavlou „Keremezos“, Kostas Limpouris – Takis Sokratous „Zetas“, Pampos Avraamides, Costas Vasileiou, Andreas Stavrinides „Siantris“, Likourgos Archontides |
| Anorthosis Famagusta | Kostas Chatzigeorgiou „Kotsios“, Aristos Raphael, Takis Christodoulou, Andreas Lazarides, Ksanthos Sarris, Michalakis Fialas, Tzortzis Avetisian, Kostakis Antoniades, Andreas Stilianides, Antonis Papadopoulos, Kostas Meletiou       |